# 格拉尼特福爾斯 (北卡羅萊納州)
格拉尼特福爾斯（英語：Granite Falls）是一個位於美國北卡羅萊納州考德威爾縣的城鎮。

## 人口
根據2020年美國人口普查的數據，格拉尼特福爾斯的面積為12.90平方千米，當中陸地面積為12.79平方千米，而水域面積為0.11平方千米。當地共有人口4965人，而人口密度為每平方千米385人。